# Bebedouro
Bebedouro là một đô thị ở bang São Paulo của Brasil. Đô thị này có vị trí địa lý vĩ độ 20º56'58" độ vĩ nam và kinh đô là 48º28'45" độ kinh tây, trên khu vực có độ cao 573 mét. Bebedouro giáp các đô thị: về phía bắc là Colina; phía nam là Pirangi, Taiúva, Taiaçu, Paraíso và Taquaral; phía đông là Pitangueiras, Viradouro và Terra Roxa, còn phía tây giáp Monte Azul Paulista.

## Dân số
Điều tra dân số năm 2000
- Dân số: 74.815
  - Thành thị: 69.964
  - Nông thôn: 4.851
    - Nam giới: 36.900
    - Nữ giới: 37.915
- Mật độ dân số (người/km²): 109,62
- Tỷ lệ tử vong trẻ dưới 1 tuổi (trên 1 triệu cháu): 10,35
- Tuổi thọ bình quân (tuổi): 74,48
- Tỷ lệ sinh (trẻ trên mỗi bà mẹ): 2,11
- Tỷ lệ biết đọc biết viết: 92,37%
- Chỉ số phát triển con người (bình quân): 0,819
  - Chỉ số phát triển con người (thu nhập): 0,746
  - Chỉ số phát triển con người (tuổi thọ): 0,825
  - Chỉ số phát triển con người (giáo dục): 0,887

(Nguồn: IPEADATA)